# Mónica Rosselli
Mónica Rosselli (1963) es una neuropsicóloga e investigadora colombiana.

## Formación académica
Obtuvo la licenciatura en psicología por la Universidad Javeriana de Bogotá, continuó sus estudios de posgrado en la Universidad de Montreal, y obtuvo su doctorado en Ciencias Biomédicas por la Universidad Nacional Autónoma de México (UNAM).
Sus principales áreas de interés se centran principalmente en evaluación neuropsicológica, desarrollo cognitivo, bilingüismo, neuropsicología intercultural y envejecimiento normal y anormal, rehabilitación neuropsicológica.

## Actividad académica
Forma parte del Consejo Editorial de las siguientes revista Neuropsicología Infantil; Revista Nacional de Psicología - Sociedad Rusa de Psicología; Estudios de Psicología; Revista Mexicana de Comunicación, Audiología, Otoneurología y Foniatría. Además, es editora asociada de la Revista "Neuropsicología, Neuropsiquiatría y  Neurociencias" (Neuropsychology, Neuropsychiatry and Neuroscience) desde 1998. 

## Premios y reconocimientos
- Premio CNC 2013 en Neuropsicología Hispanoamericana.[3]

## Publicaciones
- Gonzalez, R. A., Rojas, M., Rosselli, M., & Ardila, A. (2022). Linguistic profiles of variants of primary progressive aphasia. Journal of Communication Disorders, 97, 106-202.[4]
- Gullett, J. M., Albizu, A., Fang, R., Loewenstein, D. A., Duara, R., Rosselli, M., Armstrong, M. J., Rundek, T., Hausman, H. K., DeKosky, S. T., Woods, A. J., & Cohen, R. C. (2021). Baseline Neuroimaging Predicts Decline to Dementia From Amnestic Mild Cognitive Impairment. Frontiers in Aging Neuroscience, 13.[5]